# Giosuè Meli

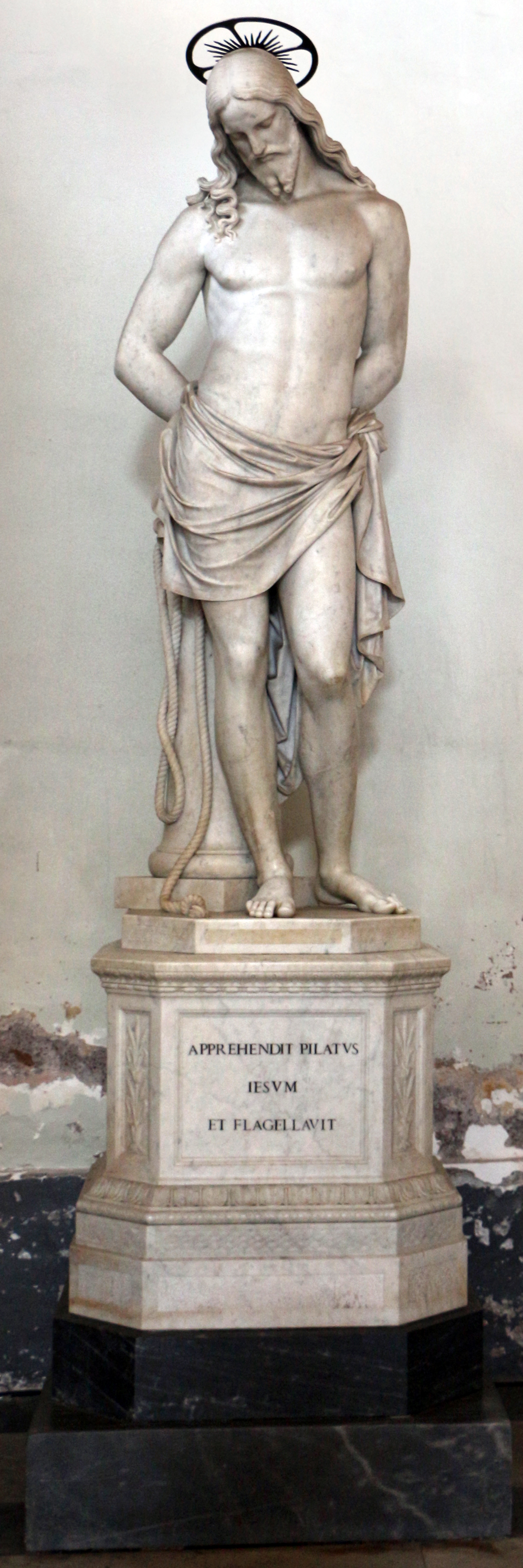
Kristus vid kolonnen.

Giosuè Meli, född 8 oktober 1816 i Luzzana, död 22 februari 1893 i Rom, var en italiensk skulptör. Han har bland annat utfört skulpturen Sankta Franciska och ängeln (1866) i kyrkan Santa Francesca Romana på Forum Romanum.